# Afghan Military Air Arm
L'Afghan Military Air Arm (AMAA) fu la designazione internazionale in lingua inglese assunta dall'aeronautica militare dell'Emirato dell'Afghanistan dal 1924 al 1929.

## Storia
Dopo l'indipendenza ottenuta dal Regno Unito con il trattato di Rawalpindi vennero istituite le forze armate del nuovo Emirato dell'Afghanistan.
Ufficialmente fondata il 22 agosto 1924, l'Afghan Military Air Arm già dal 1921, ricevette alcuni velivoli dal Regno Unito e dall'Unione Sovietica offerti da questi paesi al re Amānullāh Khān, che era rimasto molto impressionato, quando l'arma aerea era stata usata dai britannici contro il suo Paese nel 1919 nel corso della terza guerra anglo-afghana. I sovietici iniziarono ad addestrare piloti afghani con i Polikarpov R-1 (copia sovietica dell'Airco DH.9A britannico). La maggior parte dei velivoli venne poi distrutta nel corso della guerra civile del 1928, e solo nel 1937 si iniziò a pensare ad una seria ricostruzione dell'Aviazione in Afghanistan.